# Gottfrid Törnell
Gottfrid Isidor Törnell, född 14 november 1861 i Stockholm, död där 1 november 1930, var en svensk läkare. Han var far till Erik och Stig Törnell.
Törnell blev student vid Uppsala universitet 1881, medicine kandidat vid Karolinska institutet i Stockholm 1886 och medicine licentiat där 1890. Han var extra läkare vid Västernorrlands bataljon 1890–91 och 1892–93, bataljonsläkare i Fältläkarkårens reserv 1891–93 och 1897–1901, andre stadsläkare i Härnösands stad 1891–1905, t.f. förste stadsläkare där 1903–05 och extra lärare vid Navigationsskolan i Härnösand 1901–05. 
Törnell var därefter provinsialläkare i Vetlanda distrikt 1905–09 och i Norrtälje distrikt 1909–25. Han var även läkare vid Norrtälje samskola intill 1925 och läkare på Barnens ö 1918–27. Han företog studieresor till Tyskland 1904, 1908, 1911 och 1921 samt till Storbritannien och Frankrike 1907 för studier i skolhygien, varvid han med statsanslag deltog i internationella skolhygieniska kongressen i London 1907.
Törnell blev ledamot av Svenska Läkaresällskapet 1910 och var sekreterare i Sveriges Läkarförbund från 1925. Han var ordförande i Svenska provinsialläkareföreningen 1924–26 och dess hedersledamot från 1928. Han var redaktör för Svenska Läkaretidningen från 1925, medlem av redaktionskommittén för Social-medicinsk tidskrift och medarbetare i Nordisk Hygienisk Tidskrift. 
Törnell tillhörde stadsfullmäktige i Härnösand 1895–1905, i Norrtälje 1915–25 och var dess vice ordförande 1919–25. Han var ordförande i Norrtälje folkskolestyrelse 1923–25, ledamot av Norrtälje lasarettsdirektion 1910–25 och dess ordförande 1916–25.